# Університет Вірджинії (переписна місцевість)
Університет Вірджинії (англ. University of Virginia) — переписна місцевість (CDP) в США, в окрузі Албемарл штату Вірджинія. Населення — 7909 осіб (2020).

## Географія
Університет Вірджинії розташований за координатами 38°2′7″ пн. ш. 78°31′15″ зх. д. / 38.03528° пн. ш. 78.52083° зх. д. (38.035269, -78.520927).  За даними Бюро перепису населення США в 2010 році переписна місцевість мала площу 4,59 км², з яких 4,57 км² — суходіл та 0,01 км² — водойми.

## Демографія
Згідно з переписом 2010 року, у переписній місцевості мешкали 7704 особи в 1289 домогосподарствах у складі 386 родин. Густота населення становила 1680 осіб/км².  Було 1379 помешкань (301/км²).
Расовий склад населення:
| - 65,9 % — білих - 21,2 % — азіатів - 7,7 % — чорних або афроамериканців - 0,1 % — корінних американців - 1,1 % — осіб інших рас |

До двох чи більше рас належало 4,0 %. Частка іспаномовних становила 5,5 % від усіх жителів.
За віковим діапазоном населення розподілялося таким чином: 3,4 % — особи молодші 18 років, 92,7 % — особи у віці 18—64 років, 3,9 % — особи у віці 65 років та старші. Медіана віку мешканця становила 20,1 року. На 100 осіб жіночої статі у переписній місцевості припадало 90,5 чоловіків;  на 100 жінок у віці від 18 років та старших — 90,3 чоловіків також старших 18 років.
Середній дохід на одне домашнє господарство  становив 45 266 доларів США (медіана — 27 642), а середній дохід на одну сім'ю — 68 104 долари (медіана — 53 269). Медіана доходів становила 34 975 доларів для чоловіків та 28 125 доларів для жінок. За межею бідності перебувало 39,5 % осіб, у тому числі 28,1 % дітей у віці до 18 років та 13,7 % осіб у віці 65 років та старших.
Цивільне працевлаштоване населення становило 2073 особи. Основні галузі зайнятості: освіта, охорона здоров'я та соціальна допомога — 52,2 %, мистецтво, розваги та відпочинок — 21,1 %, роздрібна торгівля — 8,4 %, науковці, спеціалісти, менеджери — 5,0 %.